# Balta
Balta (ukrajinsky a rusky Балта, rumunsky Balta) je město na jižní Ukrajině. Leží v severní části Oděské oblasti, 220 km severozápadně od Oděsy a 30 km východně od hranic s Podněstřím, na jižním okraji historického Podolí. Protéká jím řeka Kodyma, přítok Jižního Bugu. Je centrem Baltského rajónu Oděské oblasti. K roku 2015 zde žilo přibližně 19 tisíc obyvatel.

## Dějiny
Název města pochází zřejmě z tureckého výrazu pro sekeru. Balta vznikla v 17. století na hranici mezi Republikou obou národů a Osmanskou říší. Do 18. století bylo město rozděleno říčkou Kodymou mezi tureckou Baltu a polský Józefgród. Roku 1797 pak území dobyla ruská carská vojska a obě sídla byla opět spojena. Až do světových válek tvořili většinu obyvatelstva Židé, dále Rumuni/Moldavané, Ukrajinci, Poláci a Rusové (někteří byli též starověrci). V letech 1882 a 1905 se ve městě odehrály protižidovské pogromy. Na přelomu 19. a 20. století měla Balta 20–30 tisíc obyvatel.
V letech 1924–1929 byla Balta hlavním městem Moldavské autonomní SSR, která zahrnovala část dnešního Podněstří a severozápadu Oděské oblasti (Besarábie, resp. pozdější Moldavská SSR, tehdy byla součástí Velkého Rumunska). Hlavní město bylo poté přesunuto do Tiraspolu, roku 1940 byla za vzniku Moldavské SSR dosavadní Moldavská ASSR zrušena a Balta se stala jedním z rajónních center Oděské oblasti Ukrajinské SSR. Město bylo silně poškozeno ve Velké vlastenecké válce a už nikdy nedosáhlo někdejšího významu.